# Curcuma bella
Curcuma bella là một loài thực vật có hoa trong họ Gừng. Loài này được Charun Maknoi, Kai Larsen và Puangpen Sirirugsa mô tả khoa học đầu tiên năm 2011. Mẫu định danh Maknoi 541 thu thập tại Kaeng Chet Kwae, Wat Bot, Phitsanulok, Thái Lan ngày 27 tháng 5 năm 2004.

## Phân bố
Loài này có tại tỉnh Phitsanulok, miền bắc Thái Lan.

## Mô tả
Giống với Curcuma parviflora, nhưng khác ở chỗ các lá bắc rộng với dỉnh thuôn tròn màu nâu ánh đỏ; không có mào; chóp các nhị lép ánh đỏ; cánh môi lớn hơn, xẻ 2 thùy, mép khía tai bèo, màu trắng với dải màu vàng ở giữa, các thùy ánh đỏ, gân màu trắng mờ, ngoài ra dải ở giữa rậm lông. Cây thân thảo sống lâu năm, thân rễ rất ngắn, củ hình trứng ~ 2 × 1 cm, ruột trắng. Chồi lá cao khảng 15 cm. Bẹ lá không phiến 2-3, dài 2-4 cm, màu ánh nâu, nhẵn nhụi.